# Jakub Kiwior
Jakub Piotr Kiwior (Tychy, 15. veljače 2000.) poljski je nogometaš koji igra na poziciji braniča za Arsenal i poljsku reprezentaciju.
Središnji je branič koji može igrati i kao lijevi bek ili vezni. 

## Klupska karijera
Odrastao je u omladinskom sektoru GKS Tychyja, a 2016. godine ga je kupio Anderlecht gdje je ostao do 2019. bez debija u prvoj momčadi. U siječnju 2019. prešao je u slovački klub Železiarne Podbrezová, a debitirao je 16. veljače protiv Nitre (pobjeda 3:1). Na kraju sezone preselio se u Žilinu.
Spezia ga je kupila 31. kolovoza 2021. Debitirao je u Serie A 1. prosinca u porazu od 0:2 protiv Intera. Tijekom sezone postao je prvotimac, doprinijevši opstanku momčadi u ligi. Nastavio je igrati kao prvotimac u sljedećoj sezoni pod vodstvom Luce Gottija.
Dana 23. siječnja 2023. prešao je u Arsenal za 25 milijuna eura plus bonuse, što je bio najprofitabilniji transfer u povijesti Spezije. Debitirao je za Arsenal 9. ožujka u remiju 2:2 protiv Sportinga u Europskoj ligi. Debitirao je u Premier ligi 19. ožujka, ušavši kao zamjena u pobjedi od 4:1 protiv Crystal Palacea. Dana 28. svibnja postigao je svoj prvi gol u pobjedi od 5:0 protiv Wolverhamptona.

## Međunarodna karijera
Debitirao je za seniorsku reprezentaciju 11. lipnja 2022. u neriješenom rezultatu 2:2 protiv Nizozemske. Sudjelovao je na Svjetskom prvenstvu 2022. u Kataru, gdje je započeo sve četiri utakmice Poljske prije nego što je Poljska ispala u osmini finala od Francuske. Dana 16. lipnja 2023. postigao je svoj prvi gol za reprezentaciju, odlučujući u prijateljskoj pobjedi protiv Njemačke.